# Велике життя. 2 серія
«Велике життя. 2 серія» — російський радянський художній фільм режисера Леоніда Лукова. Фільм знятий на кіностудії ім. М. Горького в 1946 році і є продовженням першої частини фільму, знятої в 1939 («Велике життя»). Стрічка зазнала нищівної критики з боку радянського партійного керівництва й особисто Йосипа Сталіна, і її було випущено в прокат тільки по смерті вождя, в 1958 році. У 1963 році, в часи «хрущовської відлиги» Луков змонтував «нову режисерську версію», з якої вилучив усі фрагменти, де було показано (портрет у кадрі) або згадано (у тексті) Сталіна, а також скоротив дві виконані Марком Бернесом пісні до одного куплета кожну.

## Сюжет
Дія відбувається в 1943 з моменту звільнення Донбасу до глибокої осені на одній з вугільних шахт і в селищі при шахті.

## У ролях
- Борис Андреєв — Харитон Єгорович Балун
- Петро Алейников — Іван Семенович Курський
- Марк Бернес — Борис Миколайович Пєтухов, гірничий інженер
- Віра Шершньова — Соня Осипова
- Степан Каюков — Савелій Микитович Усинін, голова шахткому
- Іван Пельтцер — Кузьма Петрович Дрімлюг, шахтар-стахановець
- Іван Новосельцев — Хадаров, секретар парткому
- Юрій Лавров — Іван Сергійович Кузьмін

## Музика
- Марк Бернес виконує пісні «Наша любовь» (М. Богословський — В. Агатов) і рос. «Три года ты мне снилась» (М. Богословський — О. Фатьянов)

## Сприйняття
Оргбюро ЦК ВКП (б) заборонило випуск фільму та доручило Секретаріату ЦК «розробити проєкт постанови ЦК ВКП(б), який викладає мотиви заборони фільму».
За постановою, друга серія фільму «Велике життя» має багато недоліків, з-поміж яких вказувалися: невідповідність назви змісту через малий масштаб подій, «примітивне зображення всілякого роду особистих переживань і побутових сцен»; зображення відбудови Донбасу без висвітлення керівної ролі держави в цьому процесі та підтримки нею ініціатив робітників; негативний образ партробітників, які можуть виключити зі своїх лав ініціативних людей; ігнорування життя солдатів і партизанів: «про війну, яка була в той час у розпалі, говориться, як про віддалене минуле»; зображення висування на керівні посади некомпетентних людей, ігнорування інтелігенції, створеної радянською владою, «проповідування відсталості, безкультур'я та невігластва», «бездушно-знущальне ставлення до молодих робітниць, прибулих на Донбас»; слабка зв'язність сюжету; «неправильне використання талановитих артистів» через безглузді та примітивні побутові сцени.
Йосип Сталін особисто виступав із критикою другої серії «Великого життя», а також продовження «Івана Грозного» та «Адмірала Нахімова». Щодо фільму Леоніда Лукова Сталін сказав, що «процес відновлення Донбасу займає лише одну восьму частину, і дано все це в іграшковій, сміховинній формі», де не показано роль механізації праці. Він похвалив акторську гру, але висловив своє незадоволення персонажами й зображеними умовами їхнього життя. Сталін постановив, що таке становище, «може бути, має місце подекуди, але це нетипово» і показувати таке не можна людям, які можуть поїхати на справжнє відновлення Донбасу. Він висловив думку, що фільм можна виправити видаленням деяких сцен і додаванням нових, але сумнівався в легкості переробки фільму.